# نيبي
نيبي (نيبيت أو نيبيتي قديما) هي بلدة ومدينة في مقاطعة فيتيربو، لاتسيو وسط إيطاليا. تقع المدينة على بعد 30 كيلومتر (19 ميل) جنوب شرق مدينة فيتيربو، وحوالي 13 كيلومتر (8 ميل) جنوب غرب تشيفيتا كاستيلانا.
تشتهر المدينة بينابيعها المعدنية، حيث يتم تعبئة المياه وبيعها باسم العلامة التجارية مياه نيبي (Acqua di Nepi) في جميع أنحاء إيطاليا.

## تاريخ
كانت المنطقة محتلة سابقا في القرن الثامن قبل الميلاد، كما تم احتلال بيزو المجاورة في العصر البرونزي. وأصبحت نيبت منطقة رومانية قبل عام 386 قبل الميلاد، وذلك عندما ذكرها ليفي هي وسوتريوم كمفاتيح إتروريا. ففي ذلك العام خضعت لسيطرة للإتروسكيين واستعادتها الرومان، الذين قطعوا رؤوس مؤلفي الأقاويل حول استسلامها. كما أصبحت مستعمرة في سنة 383 قبل الميلاد، اذ كانت واحدة من المستعمرات اللاتينية الإثني عشر التي رفضت تقديم المزيد من المساعدة لروما عام 209 قبل الميلاد. وقد صارت بلدية بعد الحرب الاجتماعية. نادرًا ما يذكر اسم نيبي في العصر الإمبراطوري،  إلا كمحطة عابرة (عبر أميرينا) التي تباعدت عن طريق كاسيا بالقرب من سيتيفيني الحديثة وامتدت إلى أميليا وتودي.
كانت لفترة وجيزة مقرًا لدوقية، وذلك في القرن الثامن الميلادي.  وخلال أواخر القرن التاسع إلى أوائل القرن العاشر، باتت تحت تهديد جيوش المسلمين بجانب عدد بالغ من مناطق وسط إيطاليا.

## أهم المعالم السياحية
- قلعة بورجيا، وهي إعادة بناء قصر إقطاعي في القرن الخامس عشر. تحتوي على جدران ضخمة وأربعة أبراج يمكن زيارة أحدها، وكانت في السابق ملكًا لشركة لوكريسيا بورجيا.
- كاتدرائية <i id="mwNA">أسونتا</i> ، بُنيت في القرن الثاني عشر فوق معبد وثني. وأعيد بناؤها عام 1831 بعد أن أضرمت القوات الفرنسية النيران بها خلال الحروب النابليونية. [3] لم يبق من الهيكل القديم سوى سرداب يتضمن مذبحًا وثنيًا بدائيًا.
- مبنى البلدية الذي صممه أنطونيو دا سانغالو الأصغر في القرن الخامس عشر وأكتمل بناؤه أخيرا في القرن الثامن عشر. قاعدة المبنى من الحجر كما أنه مزين بمدخل، وفي الجزء العلوي نوافذ وشرفة فيها برج جرس، يقابلها مباشرة نافورة من المفترض أن صممها جيان لورينزو بيرنيني. أما في الداخل، ثمة متحف أثري يحتوي على أغراض متداولة محليًا.
- سراديب الموتى سانتا سافينيلا (800 قبل الميلاد)
- كنيسة سان بيترو
- كنيسة طاعون سان روكو